# Janji Nagodang
Janji Nagodang is een bestuurslaag in het regentschap Humbang Hasundutan van de provincie Noord-Sumatra, Indonesië. Janji Nagodang telt 413 inwoners (volkstelling 2010).